# Dicranota (Paradicranota) cinerascens
Dicranota (Paradicranota) cinerascens is een tweevleugelige uit de familie Pediciidae. De soort komt voor in het Palearctisch gebied.